# Последние дни (фильм, 1998)
Последние дни (англ. The Last Days) — американский документальный фильм режиссёра Джеймса Молла о трагедии венгерских и закарпатских евреев во время Второй мировой войны, исполнительным продюсером которого выступил Стивен Спилберг. Лента снята на средства благотворительного фонда «Шоа», основанного Спилбергом.

## Содержание
Картина построена на воспоминания пяти очевидцев Холокоста: Билла Баша, Ирен Зисблатт, Рене Файрстоун, Элис Лок Каны, Тома Лантоса, Дарио Габбая и Рэндольфа Брэма . В фильме также рассказывается о событиях марта 1944 года, когда войска СС прибыли в Венгрию и Закарпатье, чтобы в течение шести недель реализовать одну из самых кровавых акций в истории человечества. За этот период в концлагерь Аушвиц было вывезено 438000 евреев, из которых большая часть погибла уже в первые дни.
Есть также интервью с ветеранами армии США Полом Парксом и Кацуго Михо, солдатами, которые помогали освобождать концлагерь Дахау. Бывший врач СС Ганс Мюнх, оправданный за военные преступления на Нюрнбергском процессе, дает интервью о своем опыте пребывания в концентрационном лагере Освенцим.

## Реакция
Лауреат премии «Оскар» за лучший документальный полнометражный фильм в 1999 году. Фильм был переработан и переиздан на Netflix 19 мая 2021 года.
По словам Радхейана Симонпиллаи из The Guardian, «Тезис фильма состоит в том, что нацисты были настолько подпитываемы ненавистью, что пожертвовали своим положением на войне, чтобы осуществить геноцид, депортировав 438 000 венгерских евреев в Освенцим в течение шести недель».